# Cochoa
Cochoa és un gènere d'aus de la família dels túrdids (Turdidae). Aquests ocells habiten als boscos d'Àsia tropical.

## Descripció
Són ocells frugívors, insectívors i mol·luscívors de mida mitjana. A l'inici, els patrons de plomatge brillants i contrastants, el dimorfisme sexual i els hàbits alimentaris van fer que la seva posició sistemàtica fos difícil de determinar. El 1879, Richard Bowdler Sharpe els va classificar amb els prionops (Prionopidae), mentre que molts els consideraven una mena de tord aberrant. El gènere s'incloïa anteriorment en la família dels papamosques (Muscicapidae) del Vell Món, però estudis filogenètics moleculars han demostrat que està més estretament relacionat amb la família dels tords (Turdidae).

## Etimologia
El nom del gènere prové de «cocho», paraula nepalesa que designa la cotxa porpra.

## Llistat d'espècies
Segons la classificació del IOC (versió 15.1, 2025) hom hi distingeix 4 espècies:
- Cochoa purpurea - cotxoa porpra.
- Cochoa viridis - cotxoa verdosa.
- Cochoa beccarii - cotxoa de Sumatra.
- Cochoa azurea - cotxoa de Java.